# Box Chevy V
«Box Chevy V» — перший сингл американського репера Yelawolf з його третього студійного альбому Love Story. Є п'ятою піснею із серії «Box Chevy». Другий куплет містить покликання на «Still D.R.E.» у виконанні Доктора Дре з участю Снупа Доґґа.

## Запис і продакшн
Як і багато пісень з платівки «Box Chevy V» записано на Blackbird Studios у Нашвіллі, штат Теннессі. Звукорежисер, зведення: Меттью Гейс. Продакшн, клавішні, педи, барабани, програмування: Вільям «WLPWR» Вашинґтон. Гітара: Майк Гартнетт. Помічник звукорежисера зі зведення: Ренді Ворнкен. Тернтейбли: DJ Klever.

## Відеокліп
Прем'єра кліпу відбулась 4 квітня 2014. У відео зображено класичні авта рідного міста репера.